# Benny Herger
Benny Herger (ur. 30 marca 1941) – szwajcarski kolarz torowy, brązowy medalista mistrzostw świata.

## Kariera
Największy sukces w karierze Benny Herger osiągnął w 1968 roku, kiedy zdobył brązowy medal w wyścigu ze startu zatrzymanego amatorów podczas torowych mistrzostw świata w Montevideo. W zawodach tych wyprzedzili go jedynie Giuseppe Grassi z Włoch oraz Cees Stam z Holandii. Był to jedyny medal wywalczony przez Hergera na międzynarodowej imprezie tej rangi. Wielokrotnie zdobywał medale torowych mistrzostw Szwajcarii, w tym złote w swej koronnej konkurencji w latach 1972 i 1973. Nigdy nie wystąpił na igrzyskach olimpijskich. 